# Mörder auf Amrum
Mörder auf Amrum ist ein deutscher Kriminalfilm von Markus Imboden und Holger Karsten Schmidt. Er wurde am 25. September 2009 beim Filmfest Hamburg uraufgeführt und am 11. Januar 2010 im ZDF gezeigt. Außerdem erschien er auf DVD. 
Der Film wurde vom 19. März bis 24. April 2009 auf der nordfriesischen Insel Amrum gedreht. Die Rolle der Postfrau Carla Labahn war die letzte von Barbara Rudnik. Sie starb 2009 wenige Wochen nach Ende der Dreharbeiten.

## Handlung
Helge Vogt, ein junger, die Natur liebender Polizist, führt ein beschauliches Leben auf der nordfriesischen Insel Amrum. Nach einigen Tagen in Berlin kehrt er auf die Insel zurück und trifft abends seinen Vorgesetzten Heinz Koops und seine Freunde in der Stammkneipe, die seine Freundin Lona führt. 
Am nächsten Tag ist es jedoch mit der Beschaulichkeit vorbei: Die durch eine schwere Schussverletzung stark blutende BKA-Beamtin Agnes Sonntag erscheint, von der Moldawierin Mathilda Hervas begleitet, in der Polizeiwache.
Mathilda, die illegal in Berlin lebte, wurde dort Zeugin eines Mordes durch ein führendes Mitglied der Russenmafia und soll in wenigen Tagen gegen ihn vor Gericht aussagen. Weil ihr Leben in Gefahr ist, wurde sie ins Zeugenschutzprogramm aufgenommen und auf der vermeintlich sicheren Insel versteckt. Doch die angeschossene Beamtin vermutet einen Maulwurf im BKA, der das Versteck an die Russenmafia verraten hat. Nun wurde am Morgen ihr Partner von einem Killerkommando erschossen und sie selbst angeschossen, sie konnte die Killer jedoch ausschalten. Sie schärft den beiden Inselpolizisten Helge und Heinz noch ein, ausschließlich mit einem einzigen BKA-Mann Kontakt aufzunehmen, mit Simon Rost, dessen Kennzeichen ein Gehfehler durch einen Skiunfall ist. Dann erliegt sie ihren Verletzungen.
Helge und Heinz nehmen sich Mathildas an. In deren Versteck stoßen sie auf die Leichen des zweiten Polizisten und der Killer. Sie informieren BKA-Mann Simon Rost telefonisch über die Lage, der verspricht, am nächsten Tag mit der Morgenfähre einzutreffen. Mathilda findet die Nacht über Unterschlupf bei Helge.
Am anderen Morgen erwarten sie Rost an der Anlegestelle. Dieser wurde jedoch schon auf der Überfahrt von einem Killer namens Vitja Kerensky ermordet, der sich nun als Rost ausgibt und den Gehfehler imitiert. Da die beiden Inselpolizisten ihm dennoch misstrauen, versucht Helges Chef Heinz durch einen Trick herauszufinden, ob er der echte Simon Rost ist. Der Trick schlägt jedoch fehl, und der Killer tötet den Polizisten. Helge Vogt, der tatenlos zusehen muss, ist nun auf sich alleine gestellt, um Mathilda zu beschützen. Wegen eines aufziehenden Sturms können sie die Insel weder zu Wasser noch auf dem Luftweg verlassen – einzig eine Fähre erreicht die Insel noch. Mit ihr gelangen drei weitere Helfershelfer Kerenskys nach Amrum.
Helges Freunde, die zunächst ihre Unterstützung zugesagt hatten, setzen sich nach und nach ab. Dennoch kann Helge auf der Flucht zwei von Kerenskys Killern ausschalten. Schließlich nimmt Kerensky Lona, die Freundin Helges, sowie Carla Labahn, die Postbeamtin der Insel, als Geiseln, und verlangt Mathildas Übergabe. Zur Bekräftigung seiner Forderung erschießt er Carla.
Durch eine List will Helge Lonas Leben retten, indem er mit einer verkleideten Puppe die Anwesenheit Mathildas vortäuscht. Diese hat sich inzwischen aus Angst mit Helges Auto aus dem Staub gemacht. Einzig der Bestatter Jörg Riemann ist, mit einer Flinte bewaffnet, bei der Übergabe mit dabei. Erst können die beiden Killer getäuscht werden, doch dann entbrennt ein Schusswechsel, bei dem der letzte von Kerenskys Helfern getötet wird. Mathilda, deren schlechtes Gewissen sie zur Umkehr zwang, rettet Helge das Leben, indem sie Kerensky beinahe überfährt, gerade als der den verletzten Helge töten will. Schließlich wird auch Kerensky von Riemann erschossen.
Von Personenschützern geleitet, sagt Mathilda später vor Gericht gegen die Russenmafia aus. Anschließend soll sie Deutschland verlassen. Helge hält sie jedoch auf und macht ihr einen Heiratsantrag, den sie annimmt. In der Schlussszene sitzen Lona und Mathilda, beide schwanger, einvernehmlich auf einer Bank vor Helges Haus, während dieser sein Polizeiauto wäscht.

## Kritik
Der Tagesspiegel urteilte: „Der Film von Markus Imboden (Regie) und Holger Karsten Schmidt (Buch) ist ein wunderbar garstiges Kleinod im deutschen Krimifernsehen, komisch und grotesk, voller schräger Figuren und mit Momenten echten Schreckens – man wähnt sich zeitweise in einem Film der Brüder Coen.“
Kino.de bezeichnete den Film als „überaus reizvoller Nordsee-Western“ und Hinnerk Schönemann als „die ideale Besetzung für den etwas naiv wirkenden Beamten, den auch diverse Schusswunden nicht daran hindern können, die junge Frau (Irina Potapenko) zu beschützen.“

## Auszeichnungen
- TV-Produzentenpreis beim Filmfest Hamburg 2009[4]
- Adolf-Grimme-Preis 2010 an Holger Karsten Schmidt (Buch), Markus Imboden (Regie) und Hinnerk Schönemann (stellvertretend für das Darstellerteam)[5]
- Hamburger Krimipreis 2010[6]
- Deutscher Fernsehkrimipreis 2010: Sonderpreis für die herausragende Sonderleistung (Schauspiel) an Hinnerk Schönemann
- Nominierungen für den Deutschen Fernsehpreis 2010 in den Kategorien „Bester Fernsehfilm“ und „Bester Schauspieler“ (Hinnerk Schönemann)
- Nominierung für die Goldene Nymphe beim Festival de Télévision de Monte-Carlo 2010[7]